# 강동고덕 나들목
강동고덕 나들목은 서울특별시 강동구 고덕동에 설치된 세종포천고속도로의 22번 교차로(나들목)이다. 건설 당시 강동 나들목으로 불리기도 했다.

## 역사
- 2016년 12월 9일 : 나들목 신설을 위해 서울특별시 강동구 도시계획시설 교통광장에 고덕동 일원을 강동 나들목을 고시[2]
- 2025년 1월 1일 : 세종포천고속도로 남안성 ~ 남구리 구간 개통과 함께 강동고덕 나들목으로 통행 개시[3]

## 구조물 정보
- 위치 : 서울특별시 강동구 고덕동

## 접속하는 도로
- 올림픽대로, 동남로